# إيلتالهتي
إيلتالهتي (Iltalehti) صحيفة تابلويد يومية فنلندية ، و ثالثة أكبرها في البلاد. كصحيفة تابلويد تحظى إيلتالهتي على حصة سوقية قدرها 40 ٪ و هي المنافس الأكبر (و الوحيد) لصحيفة إيلتا سانومات التي تبلغ حصتها في السوق 60 ٪، بيد أن موقعها الإخباري هو الأكثر شعبية في في فنلندا.
أنشئت صحيفة إيلتالهتي في سنة 1980 كطبعة مسائية لصحيفة أوسي سوومي التي توقفت عن الصدور عام 1991.